# Infanterie-Kaserne (Quedlinburg)

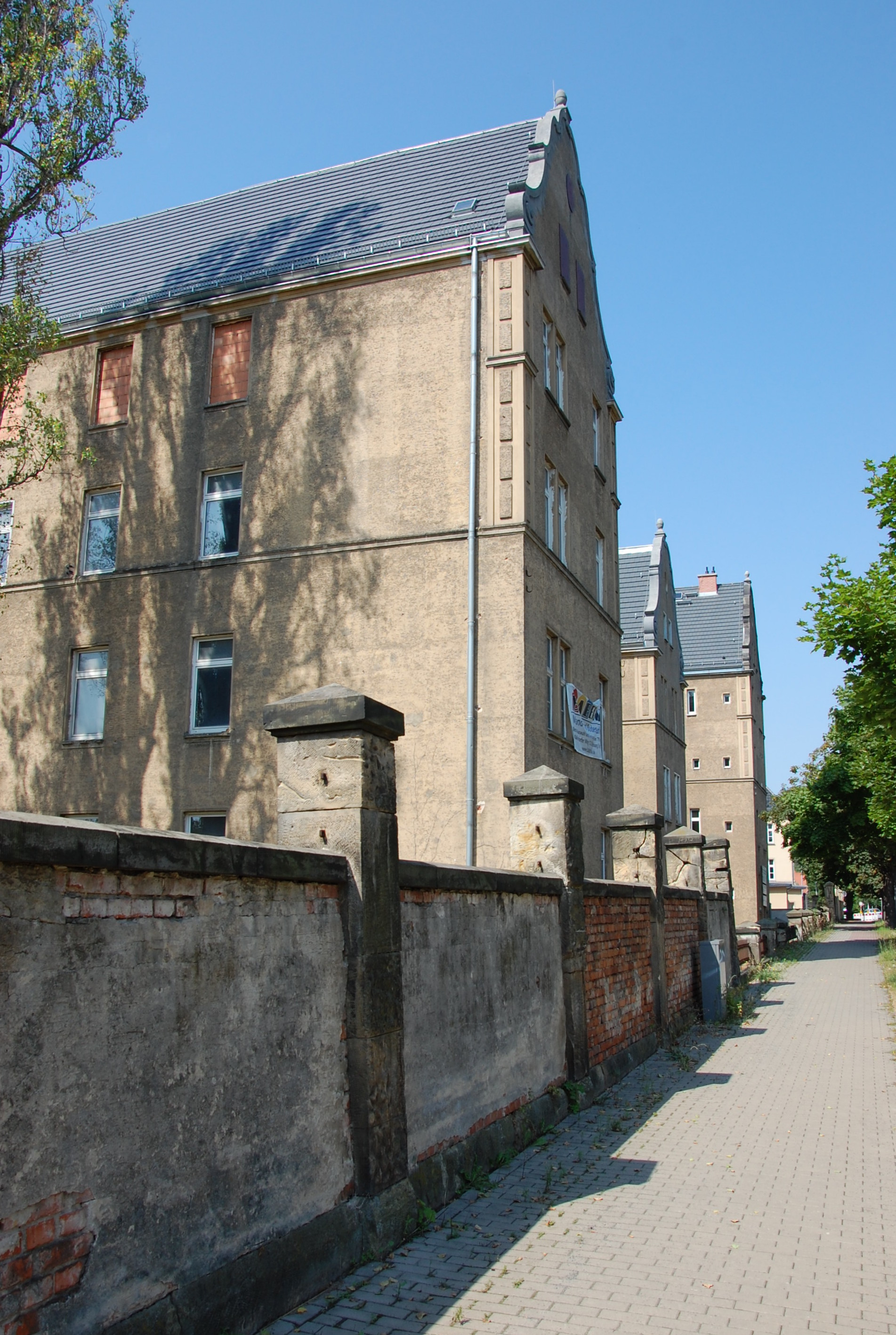
Ehemalige Infanterie-Kaserne

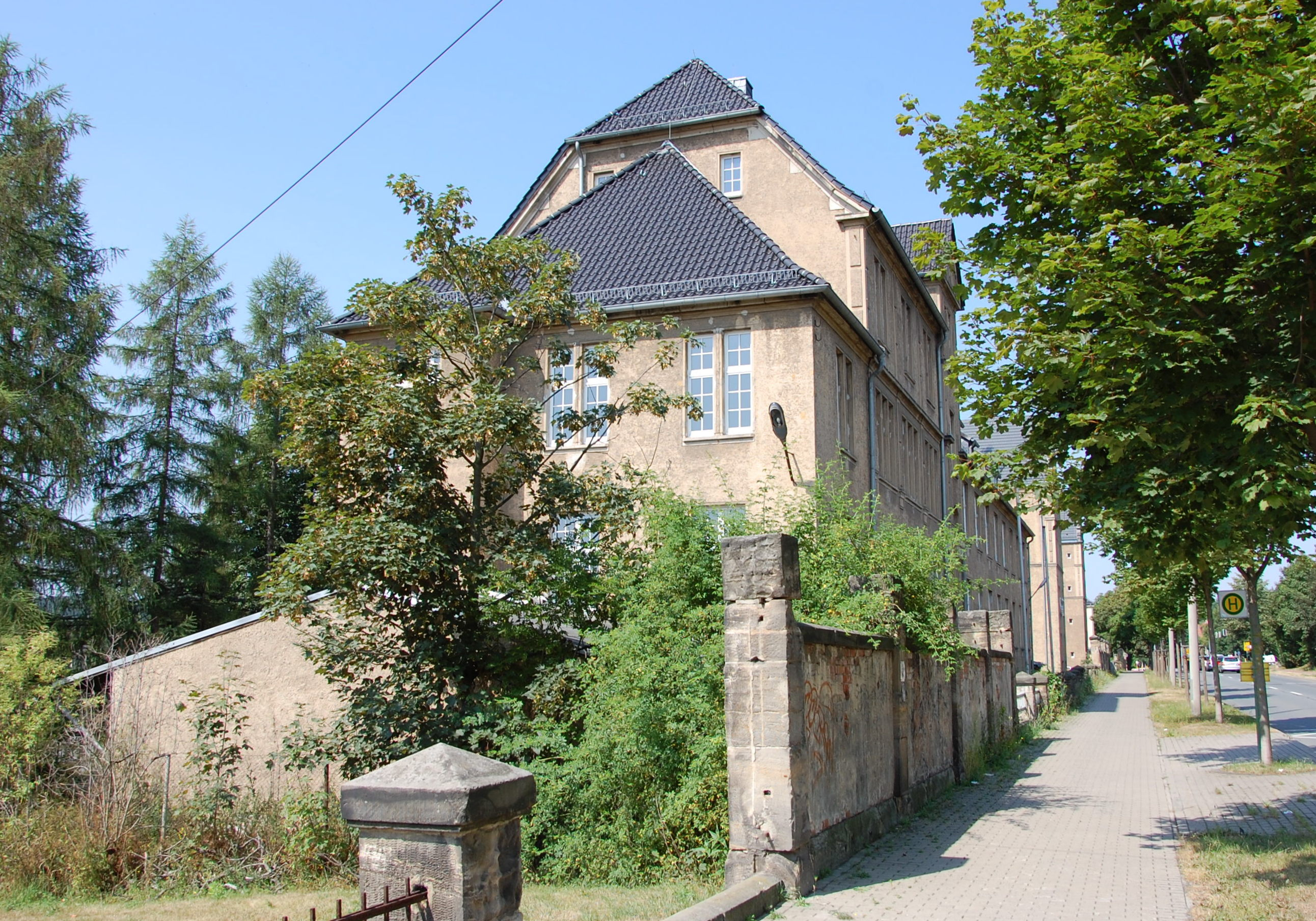
Gebäudefront an der Halberstädter Straße

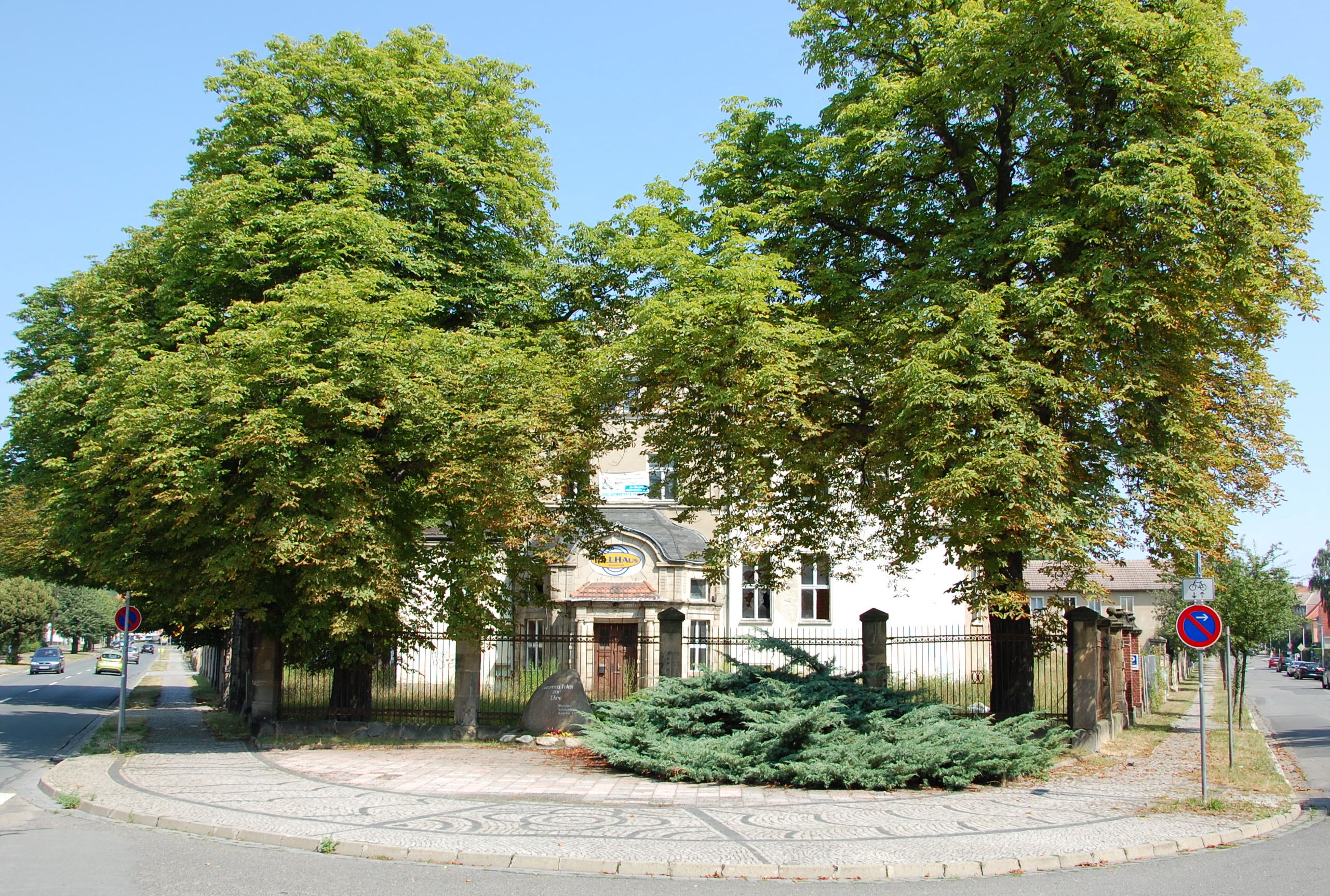
Ehemaliges Kasino

Die Infanterie-Kaserne ist eine denkmalgeschützte ehemalige Kasernenanlage in der Stadt Quedlinburg in Sachsen-Anhalt. Heute dienen die Häuser, soweit erhalten, als Mietshäuser oder als Sitz für Behörden.

## Lage
Die Kaserne befindet sich nördlich der historischen Quedlinburger Altstadt im Dreieck von Halberstädter Straße, Gneisenaustraße und Schillerstraße. Zum denkmalgeschützten Bereich gehören die Adressen Gneisenaustraße 20–21b, 24, Halberstädter Straße 44c–a, 45, 46a–47 und Schillerstraße 12b, 3. Die Anlage ist im Quedlinburger Denkmalverzeichnis eingetragen. Etwas östlich der Kaserne befindet sich das gleichfalls denkmalgeschützte Haus Gneisenaustraße 18–19a, das als Wohnblock für Familien von Unteroffizieren errichtet worden war.

## Architektur und Geschichte
1906 begann der Bau der Kaserne, die 1909 fertiggestellt wurde. Die Plänen stammten von den Architekten Reinhard Knoch & Friedrich Kallmayer aus Halle (Saale). Es entstanden dabei, in einem großen Dreieck angeordnet, verputzte zwei bis viergeschossige Gebäude. Die Eingänge der Häuser sind zum Teil aufwändig gestaltet und befinden sich jeweils auf der Hofseite. Als zierende architektonische Elemente finden sich Volutengiebel, Schweifgiebel und Fachwerkziergiebel. Darüber hinaus kommen zur Einfassung Natursteine zur Anwendung. Einige Häuser sind als dreiflügelige Gebäude angelegt.
In den Häusern sind zum Teil die Treppenhäuser und einige Türen auf den Etagen noch im Original erhalten. Im Inneren des Hofs befinden sich noch einige kleine Waschhäuser.
Am Südende der Anlage befindet sich das ehemalige Kasino der Kaserne. Bemerkenswert sind hier ein repräsentativ gestalteter Eingang und ein prächtiger Giebel. Darüber hinaus besteht eine Einfriedung mit einem schmiedeeisernen Zaun. Umgeben ist der Bereich von einer in Teilen noch erhaltenen Naturstein-Mauer.
Am 1. Oktober 1909 zog das I. Bataillon sowie der Regiments-Stab des 5. Hannoverschen Infanterie-Regiments Nr. 165 in die neue Infanterie-Kaserne ein. Das III. Bataillon des Regiments wurde dort in den folgenden Wochen aufgestellt und bezog ebenfalls die Infanterie-Kaserne. 1914 zogen alle Quedlinburger Truppenteile in den 1. Weltkrieg. Das Infanterie-Regiment Nr. 165 kehrte am 24. Dezember 1918 in seine Garnison zurück und wurde dort im März 1919 aufgelöst.
Nach Ende der militärischen Nutzung wurden einige Häuser zu Mietshäusern umgebaut. An der Nordseite (Halberstädter Straße 45) war über längere Zeit bis 2010 das Amtsgericht Quedlinburg untergebracht, das Gebäude wird seitdem als Technisches Rathaus der Stadt genutzt. Seit 2013 befindet sich im nordwestlichen Teil des Kasernengeländes das Quedlinburger Stadtarchiv. Ein Kasernengebäude in der Schillerstrasse ist Sitz eines Revierkommissariats der Polizei.